# 1793
1793 (MDCCXCIII) byl rok, který dle gregoriánského kalendáře započal úterým.

## Události
- 21. ledna – Popraven „občan Capet“, francouzský král Ludvík XVI.
- 22. ledna – Český zemský advokát Josef Hilgartner z Lilienbornu se stal novým majitelem zámku a panství Vranov nad Dyjí
- 23. ledna – Druhé dělení Polska – Prusko a Rusko si rozdělují Republiku obou národů.
- 1. února – Francie vyhlašuje válku Anglii a Nizozemí.
- 5. března – Francouzská armáda poražena rakouskou a Lutych je znovu dobyt.
- 7. března – Francie vyhlásila válku Španělsku.
- 18. března – Byla vyhlášena Mohučská republika – první demokratický stát na území dnešního Německa.
- 1. dubna – Na ostrově Kjúšú v Japonsku vybuchla sopka Unzen; při následném zemětřesení zahynulo na 53 000 lidí.
- 6. dubna – Francouzský Národní kovent konvent zakládá Výbor pro veřejné blaho, aby umožnil efektivní organizaci obrany před invazí a občanskou válkou. Mezi jeho první členy jsou zvoleni Georges Danton či Bertrand Barère.
- 31. května – V Paříži začalo povstání pařížských sekcí a hnutí sansculotů za podpory jakobínů proti girondistům.
- 2. června – V Paříži dosáhli vzbouření Pařížané vyloučení 31 girondistických poslanců z Konventu
- 24. června – V Národním konventu přijat jakobínský návrh ústavy.
- 9. července – Horní Kanada přijala Act Against Slavery, který zakázal dovoz otroků do kolonie a zároveň stanovil, že děti narozené do otroctví dosáhnou svobody s dosažením věku 25 let.
- 13. července – Jean Paul Marat (* 1743) zavražděn Charlottou Cordayovou.
- 27. července – Maximilien Robespierre se stal členem Výboru pro veřejné blaho.
- 17. srpna – Pařížský Konvent přijal zákon o všeobecné mobilizaci – Levée en masse.
- 18. srpna – Prezident Spojených států George Washington položil základní kámen k budově Kapitolu.
- 5. září – Francouzský Národní konvent slíbil bouřícím se Pařížanům sérii radikálních ekonomických, obranných a represivních opatření (Zákon o maximální ceně základních potravin, Zákon o podezřelých, vznik lidové „revoluční armády“).
- 13.- 20. října - dle rozhodnutí Konventu proběhly ve Francii profanace královských hrobek
- 15. října – Francouzská královna Marie Antoinetta byla odsouzena k smrti.
- 16. října – Marie Antoinetta byla popravena.
- 31. října – Popraveni uvěznění vůdci girondistů.

### Probíhající události
- 1789–1799 – Velká francouzská revoluce
- 1791–1804 – Haitská revoluce
- 1792–1797 – Válka první koalice
- 1792–1802 – Francouzské revoluční války
- 1793–1794 – Jakobínský teror

## Narození

### Česko

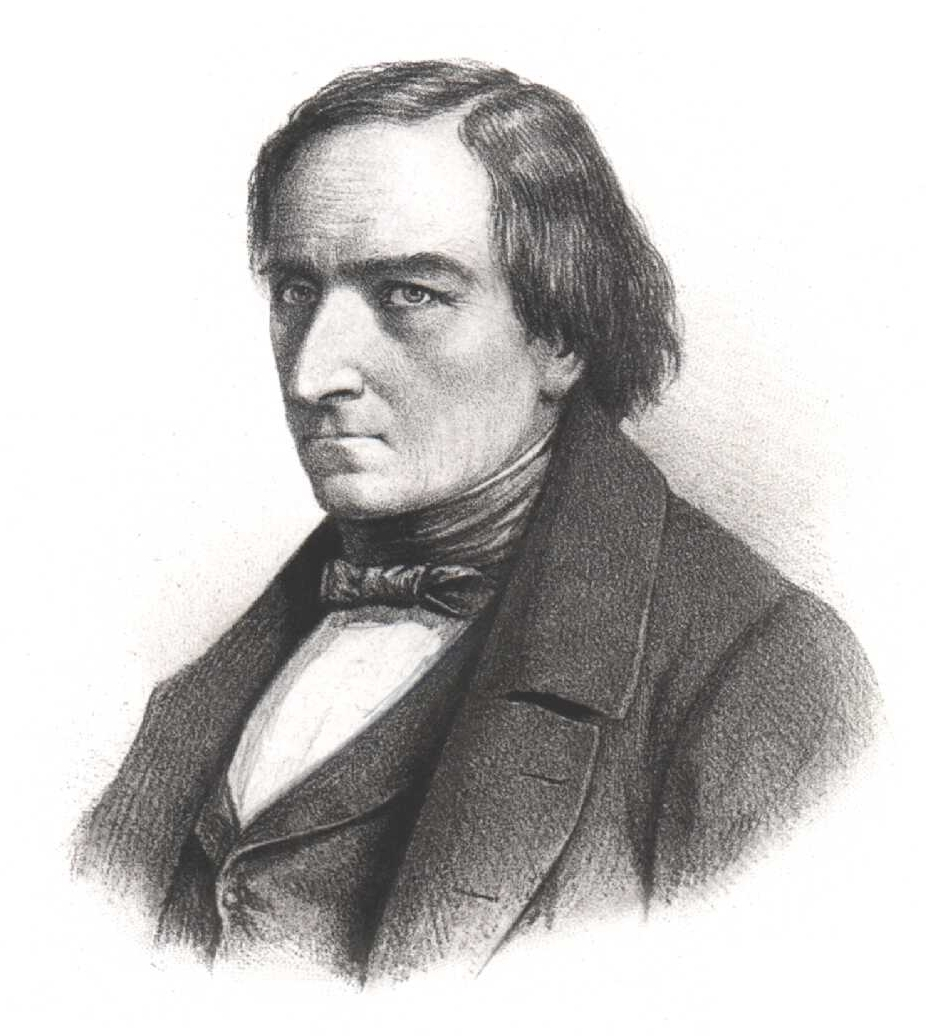
Josef Ressel (* 29. června)

- 03. ledna – Antonín Veith, majitel panství Liběchov a mecenáš školství, věd a umění († 18. prosince 1853)
- 21. ledna – Leopold August Friese, malíř, kreslíř a litograf († 13. února 1846)
- 18. února – Josef Chmela, pedagog a spisovatel († 28. února 1847)
- 23. února
  - Jindřich Larisch-Mönnich, slezský hrabě a podnikatel († 21. dubna 1859)
  - Johann Birnbaum, česko-německý malíř († 18. září 1872)
- 25. února – Ferdinand Jitschinsky, hospodářský správce a archivář († 14. března 1868)
- 27. března – Vincenz Robert Widimsky, heraldik a kronikář Albrechtic († 14. února 1865)
- 27. května – Anton Arche, architekt a stavitel († 7. listopadu 1851)
- 26. června – Johann Kempen, rakouský generál původem z Čech († 29. listopadu 1863)
- 29. června – Josef Ressel, lesník, vynálezce lodního šroubu († 9. října 1857)
- 06. října – Cyril František Napp, moravský římskokatolický duchovní, kulturní a politický činitel († 22. července 1857)
- 13. října – Josef Czibulka, rakousko-český soudce z Moravy († 16. listopadu 1868)
- 23. listopadu – Andreas von Baumgartner, fyzik a pedagog († 1865)
- 26. listopadu – Hugo Václav Seykora, katolický kněz, knihovník, malíř, restaurátor. († 6. dubna 1856)
- 07. prosince
  - Tomáš Famfule, švališér, strýc a opatrovník Mikoláše Alše († 11. září 1876)
  - Anton Josephy, magistrátní, kriminální a hrdelní rada v Táboře († 17. května 1839)
- 20. prosince – Gregor Wolný, benediktin, historik a spisovatel († 3. května 1871)
- neznámé datum
  - 29. května nebo 25. září – Anton Hübner, moravský a rakouský úředník († 12. února 1869)
  - František Tadeáš Blatt, klarinetista, skladatel a pedagog († 9. března 1856)
  - František Pelegrin Hrdina, hudební skladatel působící na Slovensku († 28. října 1866)
  - Antonín Jan Gareis st., malíř a ilustrátor († 23. června 1863)
  - Václav Mánes, malíř († 31. ledna 1858)
  - Josef Motyka, slezský a rakouský politik († 1865)

### Svět
- 03. ledna

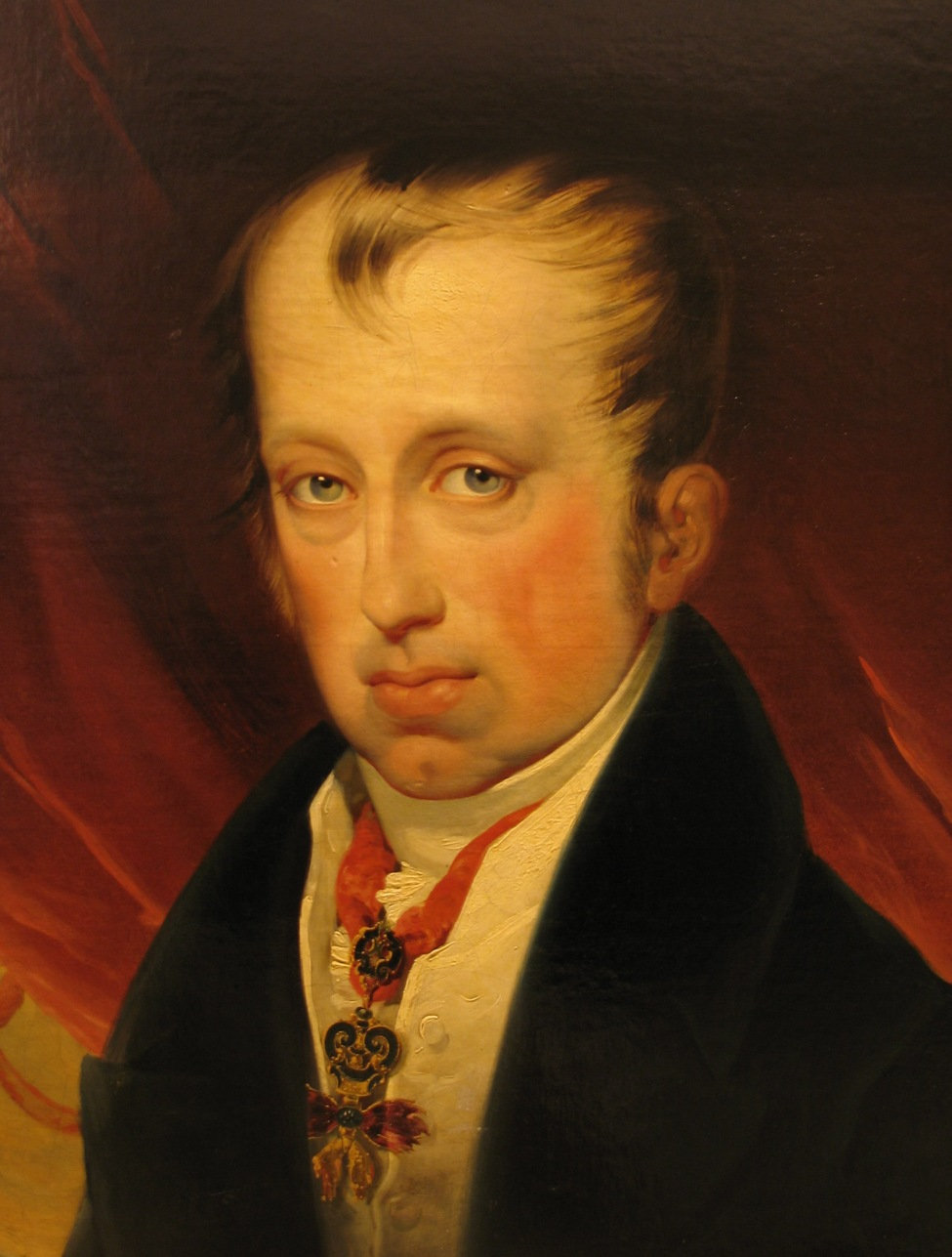
Ferdinand I. Dobrotivý (* 19. dubna)

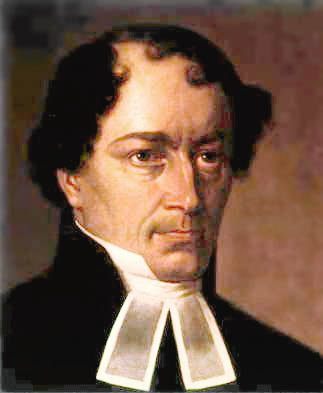
Ján Kollár (* 29. července)

  - Marie Antoinette Muratová, francouzská princezna a kněžna Hohenzollern († 9. ledna 1847)
  - Lucretia Mottová, americká kvakerka, abolicionistka, bojovnice za ženská práva a sociální reformátorka († 11. listopadu 1880)
  - Bartolomeo Bosco, italský iluzionista († 7. března 1863)
- 15. ledna – Ferdinand Georg Waldmüller, rakouský malíř († 23. srpna 1865)
- 08. února – Jean-Baptiste Louis Gros, francouzský diplomat, malíř a fotograf († 17. srpna 1870)
- 02. března
  - Peter von Köppen, ruský geograf, statistik a etnograf († 4. června 1864)
  - Sam Houston, americký politik a generál († 26 . červenec 1863)
- 03. března – Charles Sealsfield, rakouský a americký spisovatel († 26. května 1864)
- 04. března – Karl Lachmann, německý filolog († 13. března 1851)
- 08. března – Karl Ludwig Hencke, německý astronom († 21. září 1866)
- 25. března – Jozef Gaganec, slovenský řeckokatolický biskup prešovské eparchie († 22. prosince 1875)
- 30. března – Juan Manuel de Rosas, argentinský politik a voják († 14. března 1877)
- 03. dubna – Dionysius Lardner, irský fyzik a matematik († 29. dubna 1859)
- 15. dubna – Friedrich Georg Wilhelm von Struve, ruský astronom († 23. listopadu 1864)
- 19. dubna
  - Ferdinand I. Dobrotivý, rakouský císař († 29. června 1875)
  - Georg Bauer, rakouský politik († 12. září 1861)
- 20. dubna – Jakub Filip Kulik, polský pedagog a matematik († 28. února 1863)
- 29. dubna – Marie Tereza Portugalská, portugalská princezna a dcera krále Jana VI. († 17. ledna 1874)
- 01. května – Ernst Friedrich Glocker, německý mineralog, geolog a paleontolog († 18. července 1858)
- 03. června – Antoni Malczewski, polský básník († 2. května 1826)
- 20. června – Aleksander Fredro, polský dramatik († 15. července 1876)
- 22. června – Iejoši Tokugawa, dvanáctý šógun Tokugawské dynastie († 27. července 1853)
- 26. června – Johann Kempen, rakouský generál, zakladatel četnictva († 29. listopadu 1863)
- 13. července – John Clare, anglický romantický básník († 20. května 1864)
- 14. července – George Green, britský matematik a fyzik († 31. května 1841)
- 29. července – Ján Kollár, český a slovenský básník, jazykovědec a historik († 24. leden 1852)
- 02. srpna – Karolína Ferdinanda Habsbursko-Lotrinská, rakouská arcivévodkyně a toskánská princezna († 5. ledna 1802)
- 06. srpna – Gustav Franz von Schreiner, rakouský profesor práv († 1. dubna 1872)
- 18. srpna – Augusta Anhaltsko-Desavská, německá princezna († 12. června 1854)
- 21. srpna – Dorothea von Biron, poslední kuronská princezna († 19. září 1862)
- 25. září – Felicia Hemansová, anglická básnířka († 16. května 1835)
- 27. září – Denys Affre, francouzský arcibiskup († 27. června 1848)
- 28. září – Thomas Coulter, irský lékař a botanik († 28. listopadu 1843)
- 17. října – Isaak Noah Mannheimer, dánský a rakouský židovský reformátor, rabín a politik († 18. března 1865)
- 26. října – Feliciano Strepponi, italský dirigent a hudební skladatel († 13. ledna 1832)
- 28. října
  - Karolina Dánská, dcera dánského krále Frederika VI. († 31. března 1881)
  - Simonas Daukantas, litevský spisovatel a historik († 6. prosince 1864)
- 31. října – James Dunlop, australský astronom († 22. září 1848)
- 03. listopadu
  - Thomas Ender, rakouský malíř krajin a akvarelista († 28. září 1875)
  - Samuel A. Cartwright, americký lékař a spisovatel († 2. května 1863)
- 15. listopadu – Michel Chasles, francouzský matematik a geometr († 8. prosince 1880)
- 24. listopadu – Luigi Taparelli, italský teolog († 21. září 1862)
- 28. listopadu – Carl Jonas Love Almqvist, švédský básník, skladatel a cestovatel († 26. září 1866)
- 07. prosince – Joseph Severn, anglický malíř a osobní přítel slavného anglického básníka Johna Keatse († 3. srpna 1879)
- 10. prosince – Ferdinand Stöckl, rakouský soudce a politik († 1. října 1876)
- 11. prosince – Pietro Antonio Coppola, italský hudební skladatel († 13. listopadu 1876)
- 15. prosince – Henry Charles Carey, americký ekonom a poradce prezidenta Abrahama Lincolna († 13. října 1879)
- 23. prosince – Dóst Muhammad Chán, afghánský emír († 9. června 1863)
- neznámé datum
  - Sarah Anne Bright, anglická umělkyně a fotografka († 1866)
  - Priscilla Anne Fane, britská lingvistka a umělkyně († 18. února 1879)
  - Johann Plaß starší, rakouský politik († 1863)

## Úmrtí

### Česko
- 06. února – Josef Vratislav Monse, právník, historik a pedagog (* 15. června 1733)
- 01. března – Josef Wunderlich, měšťan, puškař, jehlář a vynálezce řádkového secího stroje (* 6. října 1728)
- 14. dubna – Antonín Petr Příchovský z Příchovic, katolický arcibiskup (* 28. srpna 1707)
- 29. dubna – Ezechiel Landau, posek halachy – židovského práva a pražský vrchní rabín (* 8. října 1713)
- 06. června – Anton Salomon, průmyslník a mecenáš (* 1717)
- 11. června – Jan Tobiáš Seeger von Dürrenberg, rakouský polní podmaršálek (* 8. května 1728)
- 16. září – Josef Jäger, tyrolský architekt působící v Čechách (* 1721)
- 27. listopadu – Josef Arsenius Wallis, šlechtic (* 19. července 1747)
- 04. prosince – Alois Arnošt Podstatský-Lichtenštejn, politik z moravského šlechtického rodu Podstatských z Prusinovic (* 8. července 1723)

### Svět

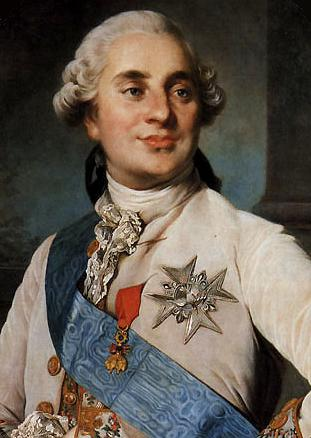
Ludvík XVI. († 21. ledna)

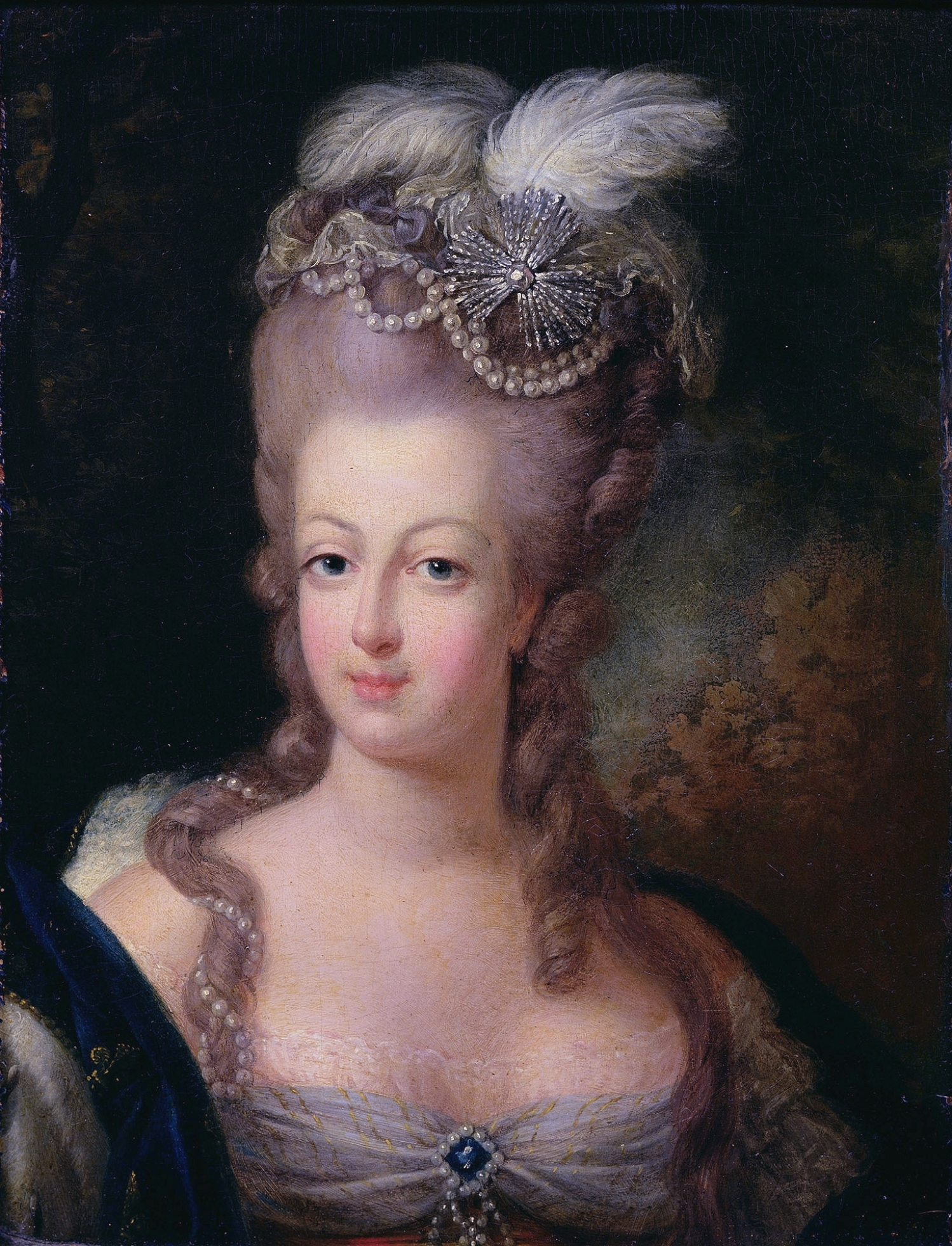
Marie Antoinetta († 16. října)

- 01. ledna – Francesco Guardi, italský malíř (* 5. října 1712)
- 16. ledna – Zikmund z Haimhausenu, bavorský právník a podnikatel (* 28. prosince 1708)
- 21. ledna – Ludvík XVI., francouzský král (* 23. srpna 1754)
- 06. února – Carlo Goldoni, italský dramatik (* 25. února 1707)
- 01. března – Abraham Roentgen, německý umělecký truhlář (* 30. ledna 1711)
- 04. března – Ludvík Jan Maria Bourbonský, vévoda z Penthièvre a vnuk krále Ludvíka XIV. (* 16. listopadu 1725)
- 03. března – Fridrich August I. Anhaltsko-Zerbstský, askánský německý princ (* 8. srpna 1734)
- 11. března – William Ponsonby, 2. hrabě z Bessborough, britský politik a šlechtic (* 1704)
- 17. března – Nicola Conforto, italský hudební skladatel (* 25. září 1718)
- 20. března – William Murray, 1. hrabě z Mansfieldu, britský právník a politik (* 2. března 1705)
- 30. března – Karl Gottlieb von Windisch, německý spisovatel (* 28. ledna 1725)
- 13. dubna – Marie Viktorie z Arenbergu, bádenská markraběnka (* 26. října 1714)
- 29. dubna – John Michell, anglický filosof a geolog (* 25. prosince 1724)
- 30. dubna – Lorenzo Fago, italský varhaník, hudební skladatel a pedagog (* 13. srpna 1704)
- 03. května – Martin Gerbert, německý teolog, historik a muzikolog (* 11. srpna 1720)
- 20. května – Charles Bonnet, ženevský přírodovědec a filozof (* 13. března 1720)
- 26. června – Karl Philipp Moritz, německý spisovatel, editor a esejista (* 15. září 1757)
- 05. července – Alexander Roslin, švédský malíř (* 15. července 1718)
- 13. července – Jean Paul Marat, francouzský jakobínský vůdce a publicista (* 24. května 1743)
- 14. července – Jacques Cathelineau, francouzský royalistický generál (* 5. ledna 1759)
- 17. července
  - Charlotta Cordayová, francouzská vražedkyně (* 27. července 1768)
  - Johann Heinrich Offermann starší, německý soukeník (* 5. listopadu 1748)
- 21. července – Antoine Bruny d'Entrecasteaux, francouzský mořeplavec (* 8. listopadu 1737)
- 23. července – Roger Sherman, americký politik, právník a signatář Deklarace nezávislosti (* 19. dubna 1721)
- 03. srpna – John Hobart, 2. hrabě z Buckinghamshire, britský státník a šlechtic (* 17. srpna 1723)
- 14. srpna – František Berchtold z Untherčic, první diecézní římskokatolický biskup banskobystrické diecéze (* 24. června 1730)
- 18. srpna – Pál Makó, maďarský matematik, fyzik a filosof (* 9. července 1724)
- 22. srpna
  - Ludvík z Noailles, francouzský pair a maršál Francie (* 21. dubna 1713)
  - Cäcilia Weber, tchyně hudebníka W. A. Mozarta (* 23. října 1727)
- 28. srpna – Adam-Philippe de Custine, francouzský generál (* 4. února 1740)
- 09. září – Peter Perez Burdett, anglický kartograf a zeměměřič (* okolo 1734)
- 11. září – Nicolaas Laurens Burman, nizozemský botanik (* 27. prosince 1734)
- 13. září – Joseph Wright, americký malíř (* 16. července 1756)
- 03. října – Fletcher Christian, britský námořník a vzbouřenec (* 25. září 1764)
- 07. října – Wills Hill, 1. markýz z Downshire, britský státník a šlechtic (* 30. května 1718)
- 08. října – John Hancock, americký obchodník a politik (* 12. ledna 1737)
- 16. října
  - John Hunter, skotský lékař, chirurg a anatom (* 13. února 1728)
  - popravena Marie Antoinetta, královna francouzská a navarrská (* 2. listopadu 1755)
- 31. října
  - Jacques Pierre Brissot, vůdce girondistů během Francouzské revoluce (* 14. ledna 1754)
  - popraven Pierre Vergniaud, francouzský revolucionář (* 31. května 1753)
  - Armand Gensonné, francouzský politik (* 10. srpna 1758)
- 03. listopadu – Olympe de Gouges, francouzská dramatička a spisovatelka (* 7. května 1748)
- 06. listopadu – Ludvík Filip II. Orleánský, francouzský revoluční politik (* 13. dubna 1747)
- 08. listopadu – Madame Rolandová, francouzská revolucionářka (* 17. března 1754)
- 12. listopadu – Jean Sylvain Bailly, francouzský astronom a politik (* 15. září 1736)
- 15. listopadu – Jean-Marie Roland de La Platiére, francouzský revoluční politik (* 18. února 1734)
- 17. listopadu – Jean-Nicolas Houchard, francouzský generál francouzské revoluce (* 24. ledna 1738)
- 20. listopadu – Johann Nepomuk Steiner, rakouský portrétista a malíř oltářních obrazů (* 19. března 1725)
- 29. listopadu – Antoine Pierre Joseph Marie Barnave, francouzský politik (* 22. října 1761)
- 05. prosince – Henrietta Amálie Anhaltsko-Desavská, princezna askánská (* 7. prosince 1720)
- 08. prosince – Madame du Barry, milenka Ludvíka XV. (* 19. srpna 1743)
- 09. prosince – Gabriela de Polastron, favoritka Marie Antoinetty (* 8. září 1749)
- 30. prosince – Noël Martin Joseph de Necker, německý lékař a botanik francouzského původu (* 25. prosince 1730)
- neznámé datum
  - Jongdzin Ješe Gjelcen, tibetský Mistr a spisovatel 18. století (* 1713)

## Hlavy států
- Francie – Národní konvent (1792–1795)
- Habsburská monarchie – František I. (1792–1806)
- Osmanská říše – Selim III. (1789–1807)
- Polsko – Stanislav II. August Poniatowski (1764–1795)
- Prusko – Fridrich Vilém II. (1786–1797)
- Rusko – Kateřina II. Veliká (1762–1796)
- Španělsko – Karel IV. (1788–1808)
- Švédsko – Gustav IV. (1792–1809)
- USA – George Washington (1789–1797)
- Velká Británie – Jiří III. (1760–1820)
- Papež – Pius VI. (1774–1799)
- Japonsko – Kókaku (1780–1817)